# Iwan Wennerlund
Iwan Eugen Wennerlund, född 14 februari 1885 i Askers församling i Örebro län, död 19 september 1956 i Örebro (Olaus Petri), var en svensk byggnadsingenjör och arkitekt.

## Biografi
Wennerlund studerade vid Tekniska elementarskolan i Örebro 1904–1907. Därpå följde flera anställningar: som ritare vid Yxhults Stenhuggeriaktiebolag (1907), byggnadsingenjör vid A.-B. Jakobson & Eriksson i Umeå (1909), ritkontorschef vid A.-B. Lanna Kalksten i Hidingebro (1912), konstruktör vid Oxelösunds järnverksaktiebolag (1913), byggnadsingenjör vid Heroults Elektriska Stål i Ätrafors (1917). Från 1918 drev han egen verksamhet i Örebro. Där ritade han bland annat Sankt Eskils katolska kyrka (1934) och bostadshusen vid Mogatan 21 och Kungsgatan 17 (1940). Han uppförde ritningarna för folkskolorna i Garphyttan (1918), Kedjeåsen (1924), Kopparberg (1925) och för Kävesta folkhögskola (1924). I Sköllersta ritade han bankhuset för Skandinaviska Kreditaktiebolaget vid stationsområdet (1917). I Hjo ritade han affärshuset på Hamngatan 3 (1936). Han ritade vidare ålderdomshemmen Tivedsgården i Finnerödjan (1929) och Norrbergahemmet i Askersund (1930)

## Bilder

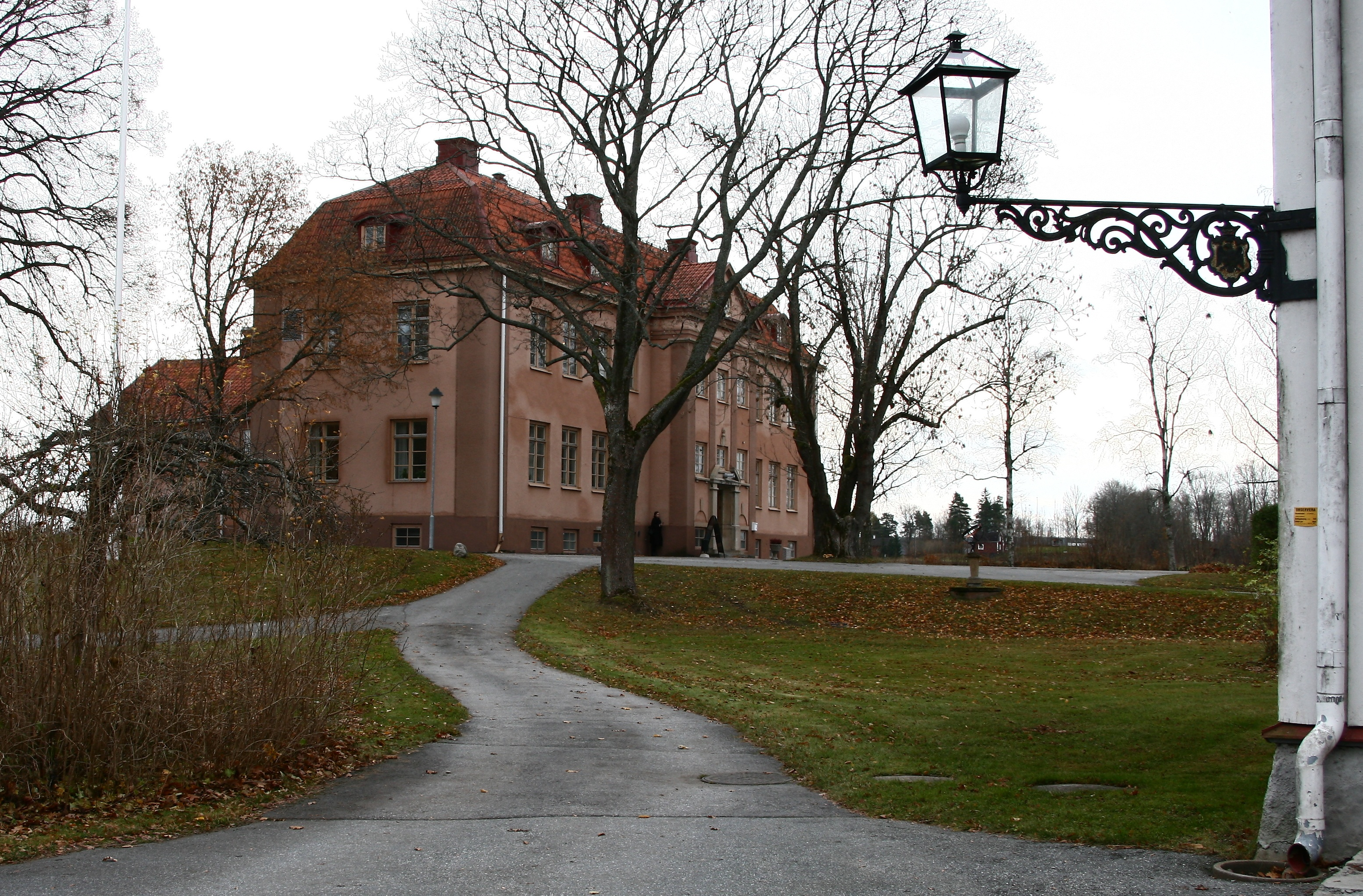
Kävesta folkhögskola
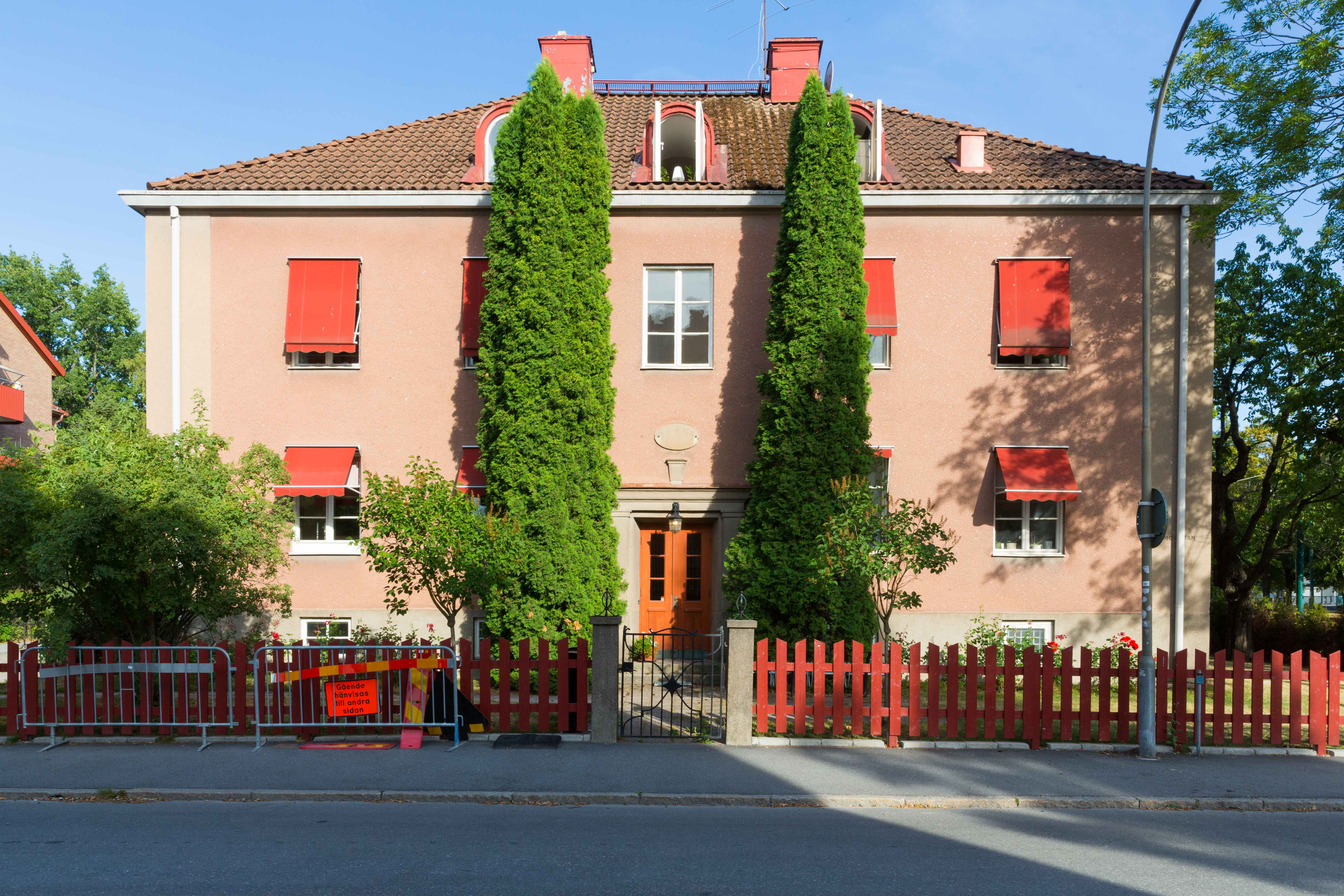
Mogatan 21, Örebro
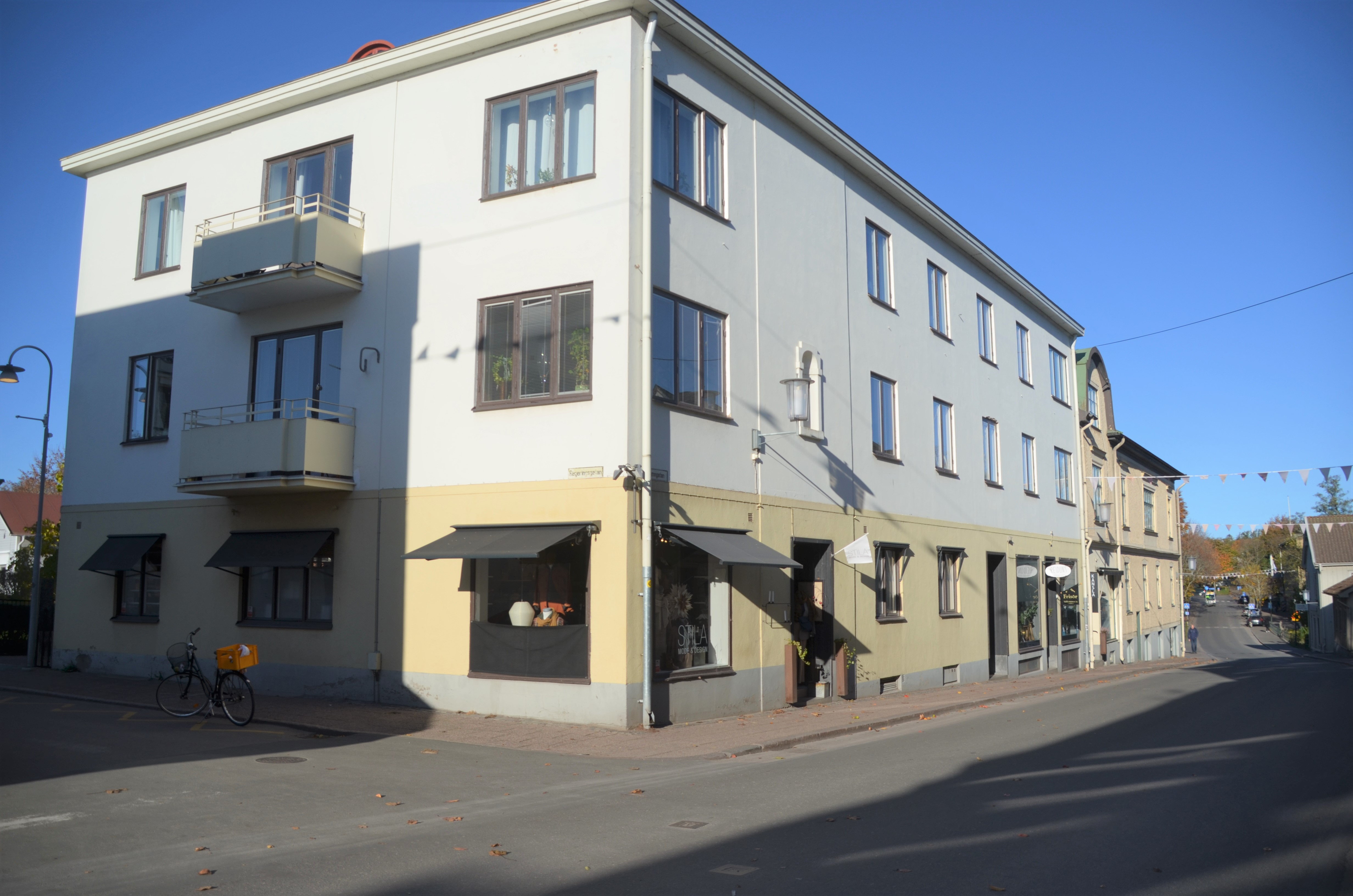
Hamngatan 3, Hjo
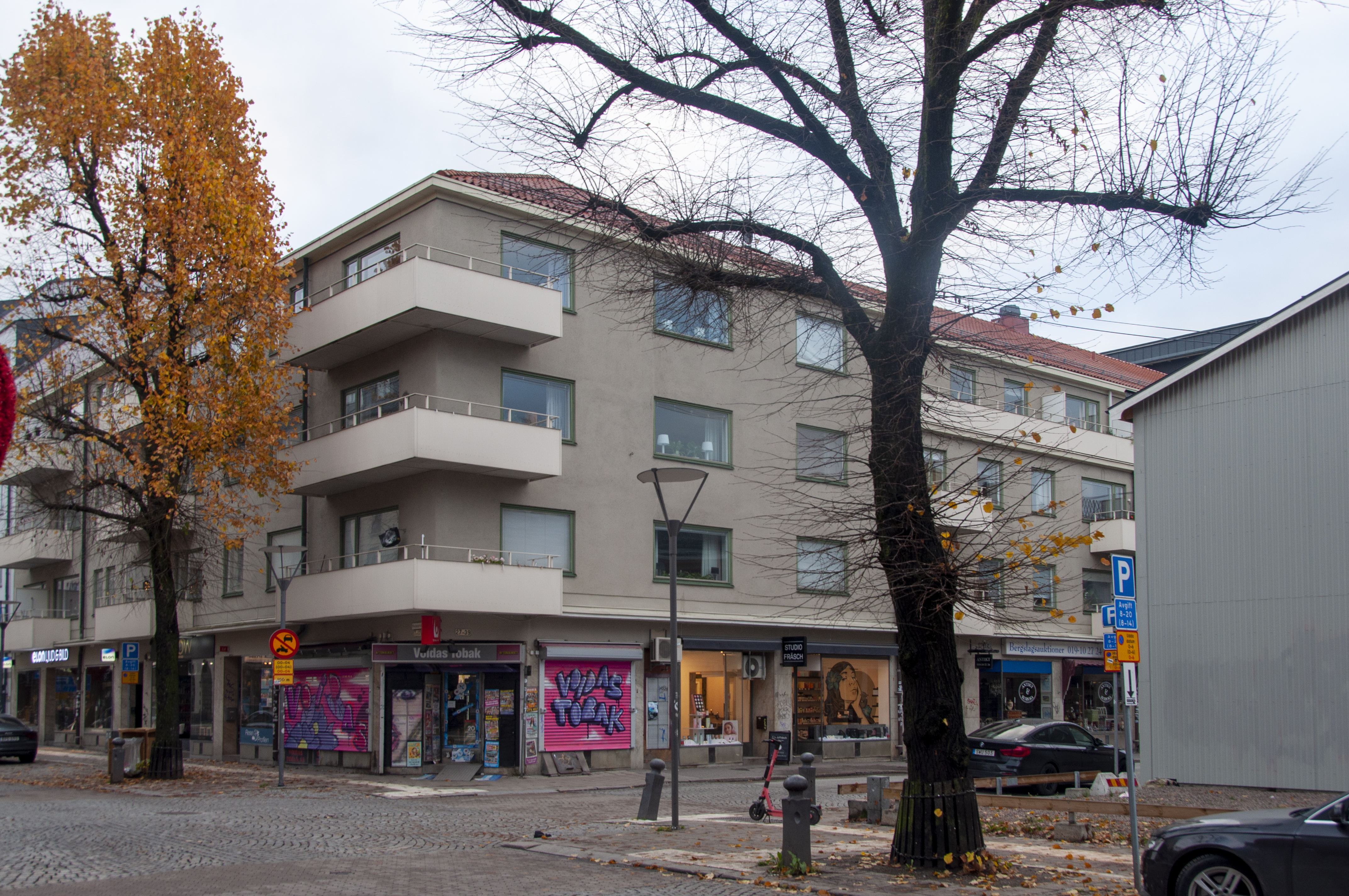
Kungsgatan 17, Örebro